# Józef Gąsiorowski

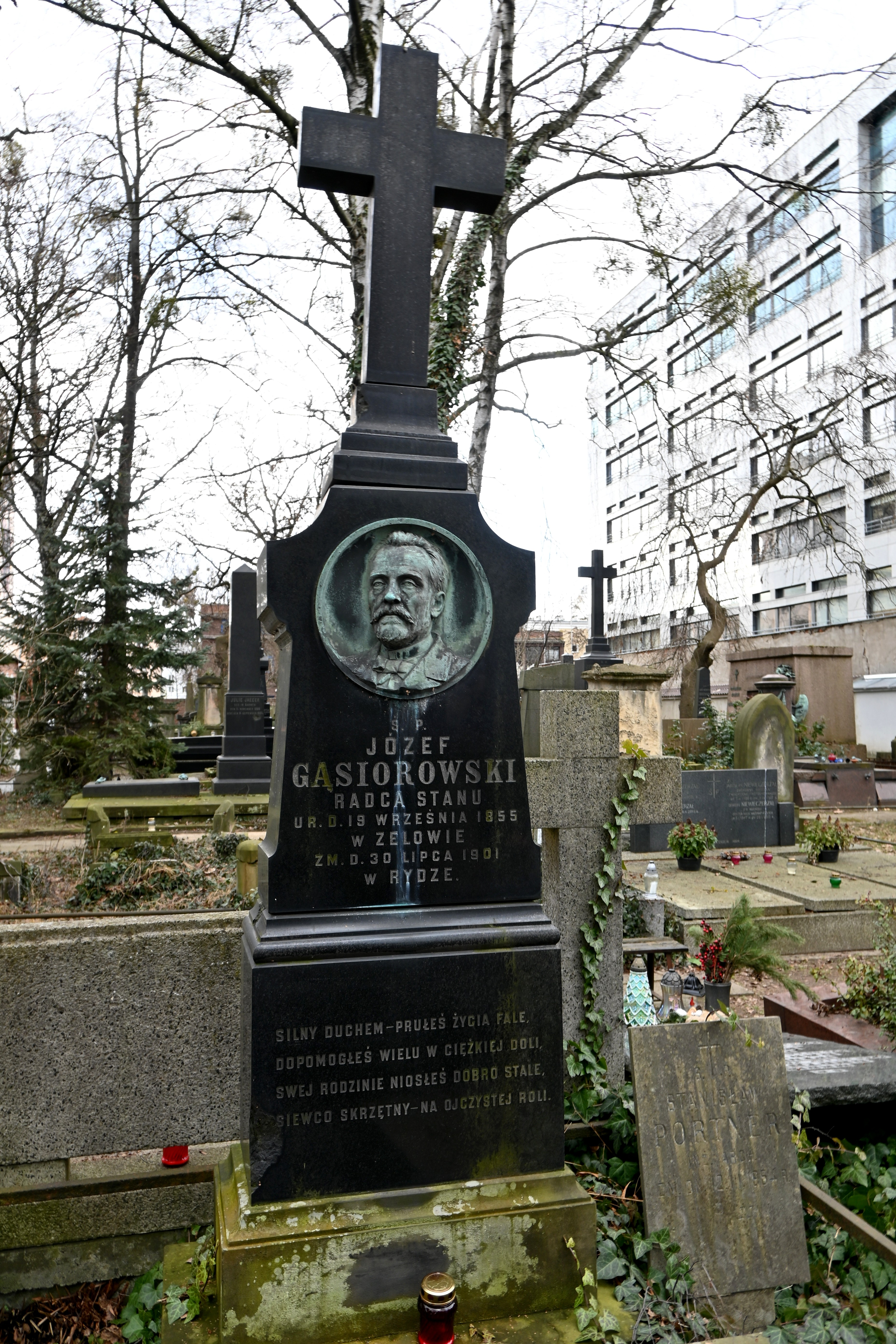
Grób Józefa Gąsiorowskiego na Cmentarzu ewangelicko-reformowanym w Warszawie

Józef Gąsiorowski (ur. 18 września 1853 w Zelowie, zm. 30 lipca 1901 w Rydze) – autor mazurskich badań folklorystycznych. Pracował jako bibliotekarz w Cesarskiej Akademii Nauk w Petersburgu. W latach 80. XIX wieku odbył podróż na Mazury. Prowadził tam badania terenowe na wsi, zbierając pieśni i podania. Plonem wyjazdu był zbiór 4 zeszytów pieśni mazurskich, przez długi czas niewydanych drukiem. W latach 70. XX w. pieśni zostały wydane bibliofilsko przez córkę prof. Zofię Szmidtową w opracowaniu Stanisława Świrko.
Został pochowany na cmentarzu ewangelicko-reformowanym przy ul. Żytniej w Warszawie (kwatera C-4-2).